# Коноша I
Коноша I — крупная узловая железнодорожная станция в посёлке городского типа Коноша Архангельской области. Расположена на 705 километре от Ярославского вокзала Москвы.

## История
Станция была построена в 1898 году, при строительстве железной дороги от Вологды до Архангельска. Считается, что имя станции дала скромная речушка, которая протекала вдоль дороги.
22 октября 1898 года было открыто движение поездов на участке от Вологды до Архангельска на постоянной основе, и станция Коноша была сдана в эксплуатацию. Эта дата считается также днём рождения Коноши как населённого пункта, получившего статус райцентра в 1935 году.
В 1941 году была построена Печорская железная дорога, таким образом станция Коноша стала узловой, приобретя важное стратегическое значение.

## Описание
Коноша I — узловая станция Северной железной дороги. Она соединяет две крупные железнодорожные магистрали: "Архангельск — Москва" и "Воркута — Москва".
В 1987 году станция со стороны Вологды была электрифицирована переменным током.
В 1997 был электрифицирован участок "Коноша — Няндома", до этого на всех поездах, следующих в сторону Архангельска, производилась смена электровоза на тепловоз. Участок "Коноша — Котлас" не электрифицирован, все поезда, следующие по этому направлению, делают длительную остановку, на них производится смена электровоза на тепловоз.
Комплекс вокзала включает в себя здание вокзала, отдельно стоящее здание багажного отделения, камер хранения, комнат отдыха пассажиров.

## Пригородное сообщение
С этой станции ежедневно отправляются 2 пары пригородных поездов до Вожеги (утром поезда следуют также до станции Коноша II), также следуют пригородные поезда до Няндомы и до Кулоя (по 1 паре).

## Дальнее сообщение
На станции останавливаются все проходящие через неё поезда дальнего следования.
По состоянию на декабрь 2018 года через станцию курсируют следующие поезда дальнего следования:
| Круглогодичное обращение поездов | Круглогодичное обращение поездов | Круглогодичное обращение поездов | Круглогодичное обращение поездов |
| № поезда                         | Маршрут движения                 | № поезда                         | Маршрут движения                 |
| -------------------------------- | -------------------------------- | -------------------------------- | -------------------------------- |
| 9                                | Архангельск — Санкт-Петербург    | 10                               | Санкт-Петербург — Архангельск    |
| 15                               | Архангельск — Москва             | 16                               | Москва — Архангельск             |
| 21 "Полярная стрела"             | Лабытнанги — Москва              | 22 "Полярная стрела"             | Москва — Лабытнанги              |
| 33 "Сыктывкар"                   | Сыктывкар — Москва               | 34 "Сыктывкар"                   | Москва — Сыктывкар               |
| 41 "Воркута"                     | Воркута — Москва                 | 42 "Воркута"                     | Москва — Воркута                 |
| 77                               | Воркута — Санкт-Петербург        | 78                               | Санкт-Петербург — Воркута        |
| 79                               | Архангельск — Адлер              | 80                               | Адлер — Архангельск              |
| 97                               | Микунь — Санкт-Петербург         | 98                               | Санкт-Петербург — Микунь         |
| 115 "Поморье"                    | Северодвинск — Москва            | 116 "Поморье"                    | Москва — Северодвинск            |
| 117 "Поморье"                    | Архангельск — Москва             | 118 "Поморье"                    | Москва — Архангельск             |
| 133                              | Архангельск — Минск              | 134                              | Минск — Архангельск              |
| 143                              | Мурманск — Вологда               | 144                              | Вологда — Мурманск               |
| 371/372                          | Архангельск — Котлас             | 371/372                          | Котлас — Архангельск             |
| 375                              | Воркута — Москва                 | 376                              | Москва — Воркута                 |

| Сезонное обращение поездов | Сезонное обращение поездов | Сезонное обращение поездов | Сезонное обращение поездов |
| № поезда                   | Маршрут движения           | № поезда                   | Маршрут движения           |
| -------------------------- | -------------------------- | -------------------------- | -------------------------- |
| 187                        | Архангельск — Новороссийск | 188                        | Новороссийск — Архангельск |
| 209                        | Лабытнанги — Москва        | 210                        | Москва — Лабытнанги        |
| 221                        | Архангельск — Анапа        | 222                        | Анапа — Архангельск        |
| 233                        | Архангельск — Москва       | 234                        | Москва — Архангельск       |
| 257                        | Печора — Адлер             | 258                        | Адлер — Печора             |
| 261                        | Архангельск — Адлер        | 262                        | Адлер — Архангельск        |
| 267                        | Сосногорск — Новороссийск  | 268                        | Новороссийск — Сосногорск  |
| 273                        | Архангельск — Коноша       | 274                        | Коноша — Архангельск       |
| 287                        | Воркута — Белгород         | 288                        | Белгород — Воркута         |